# Anita Harley
Anita Louise Regina Harley (Recife, 1947) é uma empresária brasileira. Foi controladora da rede varejista Pernambucanas, empresa criada pelo seu avô, Arthur Herman Lundgren.

## Biografia
Anita Louise Regina Harley nasceu na cidade do Recife, capital do estado brasileiro de Pernambuco, filha de Erenita Helena Groschke Cavalcanti Lundgren e Robert Bruce Harley, vice-cônsul norte-americano. É formada em direito pela Universidade Católica de Pernambuco (Unicap).
Embora mantenha casa no Recife, vive em São Paulo desde o fim da década de 1970, quando a rede Pernambucanas, então a maior varejista do Brasil, dividiu-se numa disputa entre herdeiros. Em 1996, Anita recebeu o título de cidadã paulistana.